# Super liga Srbije
Super liga Srbije (serb. Супер Лига Србије) – najwyższa w hierarchii klasa męskich ligowych rozgrywek piłkarskich w Serbii, będąca jednocześnie najwyższym szczeblem centralnym (I poziom ligowy), utworzona w 2006 roku i od samego początku zarządzana przez Serbski Związek Piłki Nożnej (FSS). Zmagania w jej ramach toczą się cyklicznie (co sezon) i przeznaczone są dla 14 najlepszych krajowych klubów piłkarskich. Jej triumfator zostaje Mistrzem Serbii, zaś najsłabsze drużyny są relegowane do Prva liga Srbije (II ligi serbskiej).

## Historia
Mistrzostwa Serbii w piłce nożnej rozgrywane są od 2006 roku. Przed rokiem 2003 serbskie kluby piłkarskie rywalizowały w jugosłowiańskiej ekstraklasie. Te rozgrywki istniały między rokiem 1923 a 2003. Wcześniej, w 1913 wystartował pierwszy turniej piłkarski w Królestwie Serbii, powtórzony w 1914. W latach 1920, 1921 i 1923 zostały zorganizowany nieoficjalne mistrzostwa Serbii. Po rozpadzie „starej” Jugosławii w 1991 liga utrzymała nazwę kolejne dwanaście lat, pomimo odejścia drużyn ze Słowenii, Chorwacji czy Bośni i Macedonii. Po decyzji o definitywnym rozpadzie „nowej” Jugosławii (2003) i zmianie nazwy państwa na Serbia i Czarnogóra rozgrywki kontynuowano pod nazwą Liga Serbii i Czarnogóry. W roku 2006 z ligi wydzieliła się Prva crnogorska liga dla zespołów z niepodległej już Czarnogóry. Od tamtej pory rozgrywki toczą się pod nazwą Serbskiej Superligi 2006/07.
Nazwy ligi ze względu sponsorskich:
- 2006–2008: Meridian SuperLiga – Crédit Agricole Srbija
- 2008–2015: Jelen SuperLiga – Browar Apatin
- 2015–2019: Serbian SuperLiga – brak sponsora
- 2019–2022: Linglong Tire SuperLiga – Linglong Tire[2].
- 2022–2025: Mozzart Bet SuperLiga – Mozzart Bet[3]

## System rozgrywek
Obecny format ligi zakładający rozgrywki w dwie rundy obowiązuje od sezonu 2015/16.
Rozgrywki składają się z 30 kolejek spotkań rozgrywanych pomiędzy drużynami systemem kołowym. Każda para drużyn rozgrywa ze sobą dwa mecze – jeden w roli gospodarza, drugi jako goście. Po dwóch rundach rozgrywek zespoły z miejsc 1-8 walczą w trzeciej rundzie o mistrzostwo i europejskie puchary, a zespoły z miejsc 9-16 o utrzymanie w lidze. Pierwsza ósemka rozgrywa ze sobą mecze – u siebie oraz na wyjeździe. Dolna ósemka również rozgrywa ze sobą mecze – u siebie oraz na wyjeździe. Od sezonu 2009/10 w lidze występuje 16 zespołów. W przeszłości liczba ta wynosiła 12. Drużyna zwycięska za wygrany mecz otrzymuje 3 punkty, 1 za remis oraz 0 za porażkę.
Zajęcie pierwszego miejsca po ostatniej kolejce spotkań oznacza zdobycie tytułu Mistrzów Serbii w piłce nożnej. Mistrz Serbii kwalifikuje się do eliminacji Ligi Mistrzów UEFA. Druga oraz trzecia drużyna zdobywają możliwość gry w Lidze Europy UEFA. Również zwycięzca Pucharu Serbii startuje w eliminacjach do Ligi Europy lub, w przypadku, w którym zdobywca krajowego pucharu zajmie pierwsze miejsce w lidze – możliwość gry w eliminacjach do Ligi Europy otrzymuje również czwarta drużyna klasyfikacji końcowej. Zajęcie 2 ostatnich miejsc wiąże się ze spadkiem drużyn do Prva liga Srbije.
W przypadku zdobycia tej samej liczby punktów, klasyfikacja końcowa ustalana jest na podstawie wyniku dwumeczu pomiędzy drużynami, w następnej kolejności w przypadku remisu – na podstawie różnicy bramek w pojedynku bezpośrednim, następnie na podstawie ogólnego bilansu bramkowego osiągniętego w sezonie, większej liczby bramek zdobytych oraz w ostateczności za pomocą losowania.

## Skład ligi w sezonie 2025/26
| Uczestnicy poprzedniej edycji | Uczestnicy poprzedniej edycji | Uczestnicy poprzedniej edycji | Uczestnicy poprzedniej edycji |
| --- | ----------------------------- | ----------------------------- | ----------------------------- |
| CRV | FK Crvena zvezda              | Belgrad                       | 1                             |
| PAR | Partizan Belgrad              | Belgrad                       | 2                             |
| NVP | FK Novi Pazar                 | Novi Pazar                    | 3                             |
| OFK | OFK Beograd                   | Belgrad                       | 4                             |
| RDK | Radnički Kragujevac           | Kragujevac                    | 5                             |
| VOJ | FK Vojvodina                  | Nowy Sad                      | 6                             |
| TSC | TSC Bačka Topola              | Bačka Topola                  | 7                             |
| MLČ | Mladost Lučani                | Lučani                        | 8                             |
| ČKR | FK Čukarički                  | Belgrad                       | 9                             |
| ŽEL | Železničar Pančevo            | Pančevo                       | 10                            |
| IMT | IMT                           | Belgrad                       | 11                            |
| SPS | Spartak Subotica              | Subotica                      | 12                            |
| po barażach |                               |                               |                               |
| RDN | Radnički Niš                  | Nisz                          | 13                            |
| NPK | Napredak Kruševac             | Kruševac                      | 14                            |
| Spadek z Super ligi Srbije |                               |                               |                               |
| TEK | Tekstilac Odžaci              | Odžaci                        | 15                            |
| CKR | Jedinstvo Ub                  | Ub                            | 16                            |
| Awans z Prva liga Srbije |                               |                               |                               |
| RDS | Radnik Surdulica              | Surdulica                     | 1                             |
| JVR | Javor Ivanjica                | Ivanjica                      | 2                             |
| Oznaczenia: - kolumna pierwsza – skróty nazw drużyn, - kolumna trzecia – siedziba klubu, - kolumna czwarta – miejsce zajęte w poprzednim sezonie. |                               |                               |                               |

## Statystyka

### Tabela medalowa
Mistrzostwo Serbii zostało do tej pory zdobyte przez 2 drużyny.
Stan na 17 maja 2024.
| Lp. | Klub               | Miejsca na podium | Miejsca na podium     | Miejsca na podium | Zwycięskie sezony                                                      |   |   |                                                                                          |
| --- | ------------------ | ----------------- | --------------------- | ----------------- | ---------------------------------------------------------------------- | - | - | ---------------------------------------------------------------------------------------- |
| Lp. | Klub               | 1.                | Crvena zvezda Belgrad | 10                | Zwycięskie sezony                                                      | 7 | 1 | 2006/07, 2013/14, 2015/16, 2017/18, 2018/19, 2019/20, 2020/21, 2021/22, 2022/23, 2023/24 |
| 2.  | Partizan Belgrad   | 8                 | 8                     | 1                 | 2007/08, 2008/09, 2009/10, 2010/11, 2011/12, 2012/13, 2014/15, 2016/17 |   |   |                                                                                          |
| 3.  | Vojvodina Nowy Sad | 0                 | 1                     | 7                 |                                                                        |   |   |                                                                                          |
| 4.  | Radnički Nisz      | 0                 | 1                     | 1                 |                                                                        |   |   |                                                                                          |
| 4.  | TSC Bačka Topola   | 0                 | 1                     | 1                 |                                                                        |   |   |                                                                                          |
| 6.  | Čukarički Belgrad  | 0                 | 0                     | 5                 |                                                                        |   |   |                                                                                          |
| 7.  | FK Jagodina        | 0                 | 0                     | 1                 |                                                                        |   |   |                                                                                          |
| 7.  | OFK Belgrad        | 0                 | 0                     | 1                 |                                                                        |   |   |                                                                                          |